# Aphrosylus californicus
Aphrosylus californicus är en tvåvingeart som beskrevs av Harmston 1952. Aphrosylus californicus ingår i släktet Aphrosylus och familjen styltflugor.
Artens utbredningsområde är Kalifornien. Inga underarter finns listade i Catalogue of Life.